# Pasqual Mas

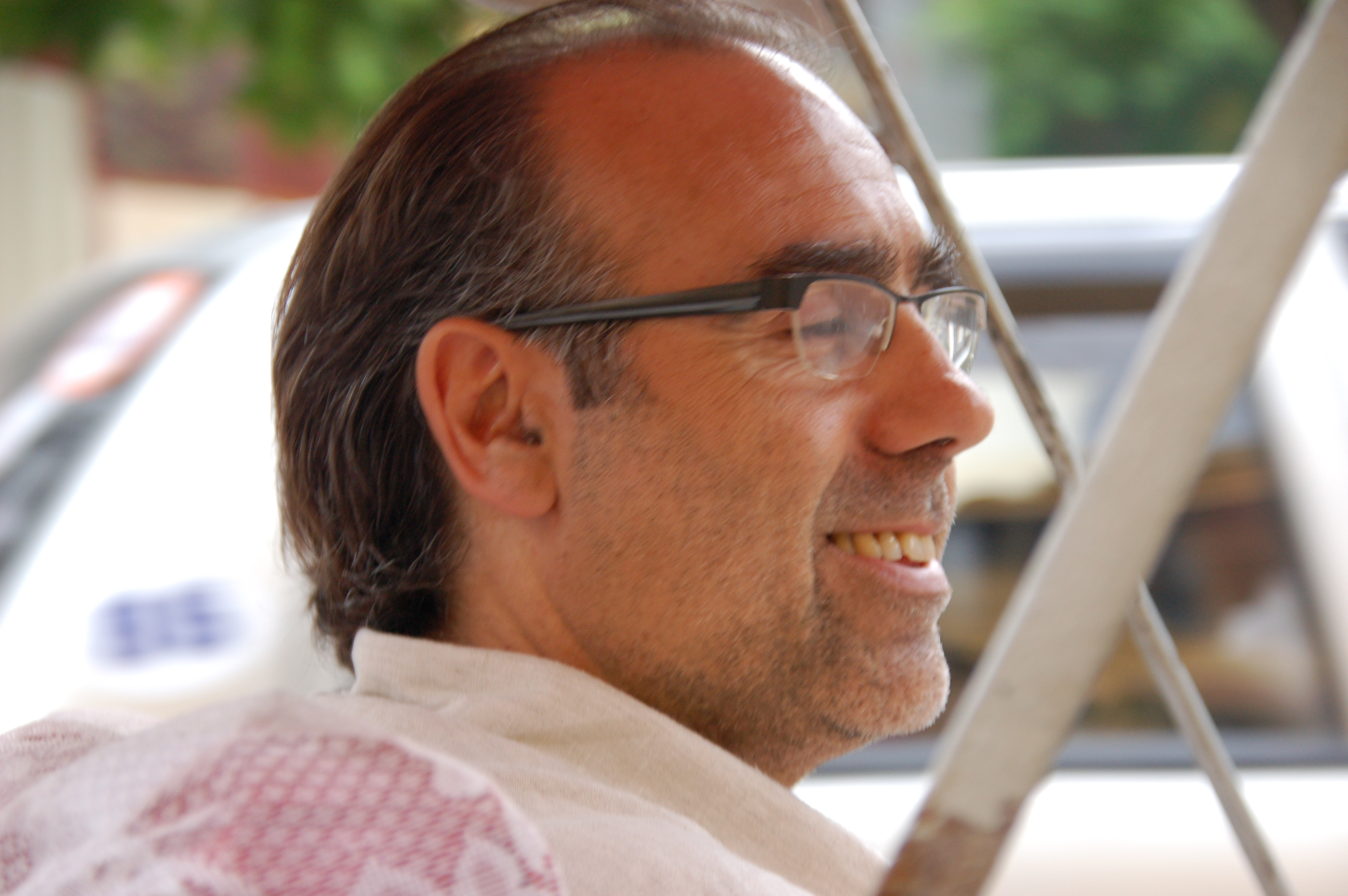

Pascual Mas i Usó (Almazora, Comunidad Valenciana, España, 1961) es un filólogo y escritor en valenciano y español.

## Biografía
Estudió Filología Hispánica en la Universidad de Valencia , donde se licenció en 1985 con un estudio sobre Alejandro Arboreda y el teatro barroco valenciano. En 1991 consiguió en la misma universidad el grado de doctor con una tesis sobre las Academias literarias. 
Fundó y dirigió la revista internacional de teatro de calle Fiestacultura (1999-2011), publicación europea dedicada a esta clase de teatro de calle y es colaborador de Xarxa Teatre. Algunas obras suyas han sido traducidas al castellano, al francés y al rumano.
Actualmente trabaja en la Universidad de Jaume I de Castellón , en la Universidad de Valencia y en el instituto IES Vila-Roja de Almassora, su pueblo natal.

## Obra
Pasqual Mas es autor de libros de narrativa, poesía y teatro en valenciano y de numerosos estudios y ediciones críticas, tanto en valenciano como en español, publicados en Alemania, España, Estados Unidos y Francia. Sus estudios se han centrado en el Teatro Barroco Valenciano, Max Aub y Antonio Muñoz Molina.

### Narrativa[3]
- 1993 La confessió. Camacuc, Valencia.
- 1998 Salt en fals. Bromera, Alcira.
- 2000 Pavana per a un home sense nom. Set i Mig, Benicull (Pavana para un hombre sin nombre, Ellago, Castellón, 2007).
- 2000 Històries de la Frontera. Brosquil, Valencia. (En la frontera. Neopatria, Alcira, 2015)
- 2001 La cara oculta de la lluna. Bromera, Valencia.
- 2002 L’amo del desert.
- 2003 Contracontes. Brosquil, Valencia.(Contracuentos Germania, Alcira,  2011)
- 2004 Màssimes. Emboscall, Vic.
- 2004 Diva. Tàndem, Valencia. Traducción al castellano: La Pajarita Roja Editores, Castellón, 2017.
- 2008 Ecos de Berlín. Emboscall, Vic.
- 2010 L'ombra del fénix. Documenta Balear, Palma de Mallorca.
- 2012 Metrópoli. Tabarca, Valencia.
- 2014 Tombatossals segle XXI. Unaria, Castellón.
- 2016 Un miracle sense importància. Neopàtria. Alzira
- 2022 La mundana comèdia. El Toll. Almansa.

### Poesía
- 1986	Bitàcola. Sant Feliu de Llobregat, Ayuntamiento
- 1994	Els mots comunicants. Germania, Benicull.
- 2001	Tauromàquia. Club Taurino Castellón.
- 2002	Biblioteca de Guerra. Brosuil, Valencia.
- 2002	Intermezzo. Emboscall, Vic. (Traducido al francés y al español, 2003).
- 2003	Nòmada. Viena, Barcelona.
- 2006	Perversió del Tròpic. L'Aljamia, Sagunto. (Traducido al francés y al español, 2006).
- 2011 Metralla. Amirac, Vila-real.
- 2021 Tierra ocupada. Modernidad Líquida, Benicàssim (Edición bilingüe catalán-castellano).
- 2022 Geòrgiques. Bromera, Alzira.
- 2024 Extraño paraíso. Modernidad Líquida, Benicàssim (Ed. biling.).
- 2025 He venido. Olé libros, València.

### Teatro
- 2001	Estratègia per a una ciutat d’ombres. Toulouse Lautrec. Germania, Benicull de Xúquer.
- 2009	Proserpina. Estrenada por Xarxa Teatre en la Inauguración del LV Festival de Mérida.

### Estudios
- 1987	La práctica escénica valenciana en el Barroco tardío: Alejandro Arboreda. Alfons el Magnànim, Valencia.
- 1993	Justas, academias y convocatorias literarias en la Valencia Barroca (1591-1705). Teoría y práctica de una convención. Universitat de Valencia.
- 1993	De las Academias a la Enciclopedia. Alfons el Magnànim, Valencia. (VVAA)
- 1993	Diccionario de literatura española e hispanoamericana.Alianza, Madrid.(VVAA)
- 1996	Academias y justas literarias barrocas valencianas. Edition Reichenberger, Kassel.
- 1997	La literatura barroca en Castellón. María Egual. Obra Completa. Sociedad Castellonense de Cultura. (Con Javier Vellón)
- 1997	Xarxa Teatre. Quinze anys. Diputación de Castellón.VVAA.
- 1998	Poesia Acadèmica valenciana del Barroc. Editition Reichenberger, Kassel.
- 1999	La representació del Misteri a Castelló. Diputación de Castellón.
- 1999	Descripción de las Academias Valencianas. Diccionario de académicos. Edition Reichenberger, Kassel.
- 2000	Académies et societés savantes en Europe (1650-1800). Flamarion, París (VVAA)
- 2002	Beltenebros de Antonio Muñoz Molina. Síntesis, Madrid.
- 2002	A la deriva. Germania, Alzira.
- 2006	La calle del teatro. Hiru, Ondarribia.
- 2006	Castelló, del carrer al paper. Ajuntament de Catelló de la Plana.
- 2009	Justas valencianas del Barroco. Biblioteca valenciana, Valencia.
- 2011 Miguel Egual poeta i traductor almassorí del segle XVIII, Almasora Literària.
- 2012 Manual d'escriptura creativa, Germania. Alzira.
- 2013 Estratègies d'escriptura creativa, Germania. Alzira.
- 2014 Gestión cultural. Innovaciones y tendencias, Tirant lo Blanc. Valencia.
- 2014 Teatro de calle actual, Amargord, Madrid.
- 2014 Escribir narrativa creativa, Unaria, Castellón.
- 2019 Conversaciones de Teatro de calle, Amargord, Madrid.
- 2019 Catálogo del corpus poético inédito de Max Aub, Diputació de Castelló.
- 2023 Poetes de l'exili de 1939. València, Academia Valenciana de la Llengua.[4]

### Ediciones
- 1991	Manuel Vidal y Salvador: "La colonia de Diana". Edition Reichenberger, Kassel (VVAA)
- 1992	José Ortí y Moles: "Aire, tierra y mar son fuego". Edition Reichenberger, Kassel(VVAA)
- 1994	José Ortí y Moles: Academia a las Señoras (1698).Edition Reichenberger, Kassel
- 1995	El mito de Edipo en la comedia baroca española. Alejandro Arboreda: "No hay resistencia a los hados. (VVAA)
- 1997	Alejandro Arboreda: El más Divino Remedio y aurora de san Jinés. Peter Lang, New York.
- 1998	Max Aub. Antología Traducida. Fundación Max Aub, Segorbe.
- 1998	Antonio Folch de Cardona: Lo mejor es lo mejor. Edition Reichenberger, Kassel*
- 1999	Guia de lectura de “Antología Traducida” de Max Aub. Fundación Max Aub, Segorbe.
- 1999	La famosa representación de la Asunción. Diputación de Castellón.
- 1999	Gaspar Mercader, Obra dramática, Edition Reichenberger, Kassel*
- 2001	Max Aub. Obra Poética Completa. I. Poesía. IVEI, Valencia (VVAA)
- 2005	Max Aub. Antología traducida. Visor, Madrid.
- 2008	La famosa representación de nuestra Señora a los cielos. Institut Valencià de la Música, Valencia
- 2008	Max Aub, Lamentos del Sinaí. Visor, Madrid.

## Premios y reconocimientos
- 1985	Premi Martí Dot de Poesia. Sant Feliu de Llobregat.
- 1992	Premi Extraordinari Tesis Doctoral. Universidad de Valencia.
- 1999	Premi Ciutat de Sagunto de Novela. Ayuntamiento de Sagunto (Valencia).Premis Ciutat de Sagunt
- 2000	Premi Ciutat de Vila-real de Teatre. Ayuntamiento de Villarreal (Castellón).Premis Ciutat de vila-real
- 2000	Premi Enric Valor de Novela. Diputación Provincial de Alicante.
- 2000	Medalla de Plata del Ayuntamiento de Almazora.
- 2002	Premi 25 d’abril de Poesia. Benissa.
- 2003	Premi Josep Pascual Tirado. Narrativa. Castellón.
- 2004	Premi Ulisses. Narrariva. Castellón.
- 2005	Premio Artes Escénicas. Feria de Teatro de Lejona.
- 2007	Premio Baltasar Porcel de Novela. Andrach.
- 2016	Premio de narrativa Ciudad de Carlet.
- 2021	Premi Ibn Hafaja de Poesia. Ciutat d'Alzira.